# Speleophria bivexilla
Speleophria bivexilla là một loài động vật giáp xác thuộc họ Misophriidae. Đây là loài đặc hữu của Bermuda.